# L 127-97
L 127-97 — червоний карлик, знаходиться на відстані 38 світлових років від Сонця. Одиночна зірка спектрального класу M2.5, яка має 40 % сонячної маси. Наразі в цій зоряній системі немає відомих екзопланет.
L 127-97 можна знайти в південній небесній півкулі, однак він занадто тьмяний, щоб побачити його неозброєним оком або навіть у невеликий телескоп.